# Меланхолія (фільм)
«Меланхолія» (англ. Melancholia) — фільм-катастрофа Ларса фон Трієра з Кірстен Данст у головній ролі. Світова прем'єра відбулася у рамках 64-й Каннського кінофестивалю 18 травня 2011 року. В широкий прокат фільм вийшов 26 травня 2011 року. Прем'єра в Україні відбулася на Одеському кінофестивалі, який проходив 15-23 липня 2011 року.

## Сюжет
Фільм починається з загибелі планети Земля, а далі оповідається про час напередодні катастрофи. Стрічка розповідає історію двох сестер — меланхолійної Жюстін та виваженої Клер (Кірстен Данст та Шарлотта Генсбур відповідно). На початку фільму відбувається весілля Жюстін та Майкла (Александер Скашгорд). Всупереч її очікуванням, весілля наповнене рядом травматичних подій, і Жюстін впадає у депресію, що дозволяє їй залишитися спокійною у той час, коли Землі загрожує знищення через зіткнення з планетою під назвою Меланхолія, і усі, зокрема її сестра Клер, панікують.

## У ролях
- Кірстен Данст — Жюстін
- Кіфер Сазерленд — Джон
- Шарлотта Генсбур — Клер
- Александер Скашгорд — Майкл
- Шарлотта Ремплінг — Гебі
- Стеллан Скашгорд — Джек
- Джон Герт — Декстер
- Удо Кір — планувальник весілля
- Єспер Крістенсен — Маленький Батько
- Бреді Корбет — Тім
- Камерон Спурр — Лео

## Нагороди і номінації
- Приз Каннського кінофестивалю за найкращу жіночу роль (Кірстен Данст)
- Приз Давид Донателло (італійська національна кінонагорода) — номінація — найкращий європейський фільм року.[9]

## Зйомки
Фільм було анонсовано у жовтні 2009 року. Зйомки фільму проходили з 22 липня по 8 вересня 2010 року у замку Тьюлеом (Швеція).
Автори фільму отримали на зйомки 7,9 мільйонів данських крон від Данського інституту кіно, 600 тисяч євро від Eurimages та 3 мільйони шведських крон Шведського інституту кіно. Також у фінансуванні фільму взяли участь Film i Väst, DR, Arte France, CNC, Canal+, BIM Italy, Filmstiftung Nordrhein-Westfalen, Sveriges Television and Nordisk Film- & TV-Fond.

## Скандал на пресконференції
На післяпрем'єрній пресконференції фільму 18 травня Ларс фон Трієр у відповідь на провокативне запитання журналіста про використання німецької естетики у «Меланхолії» сказав:
|  | Я думав, що я єврей дуже довго. І я був дуже радий бути євреєм. Потім з'явилась Сюзанна Бір і я вже не був такий радий бути євреєм. Це був жарт, вибачте. Але згодом виявилося, що я не єврей. І навіть якби я був євреєм, я був би другосортним євреєм. Але тим не менше, я дуже хотів бути євреєм, поки не дізнався, що я насправді скоріше нацист, тому що моя родина німці. Хоча це теж певним чином потішило мене. Що я можу сказати? Я розумію Гітлера. Я думаю, що він робив деякі неправильні речі, це так. Але я можу уявити його, як він сидить у своєму бункері... Я розумію його як людину. Він не той, кого можна назвати хорошим хлопцем, але багато у чому я розумію його, навіть десь йому співчуваю. Але я не підтримую Другу світову війну і я не проти євреїв. Навіть Сюзанни Бір (це знову жарт). Я дуже за євреїв, але не надто, бо вони той ще геморой... Я вже не знаю, як закінчити цю фразу... Мені дуже подобається Альберт Шпеєр, він мабуть був одним з найкращих божих дітей, у нього був талант, який він використовував... Добре, добре, я нацист. |

Керівництво Каннського кінофестивалю назвало висловлювання Трієра неприйнятними й 19 травня оголосило його персоною нон ґрата на фестивалі. Тим не менше, фільм не було виключено з конкурсної програми.
На пресконференції у Данії режисер заявив, що у Каннах неправильно зрозуміли його гумор і що він вважає Голокост найстрашнішим з того, що траплялося з людством. Водночас він сказав, що пишається статусом персони нон ґрата у Каннах, оскільки він перший в історії кіно, хто його отримав.
Кірстен Данст і Йорген Лет, з якими Ларс фон Трієр співпрацював у своїх фільмах, заявили, що не бачать у словах Трієра нічого, окрім його специфічного гумору. Водночас французький режисер Клод Лелуш заявив, що своїм виступом Трієр здійснив творче самогубство.